# Djurgårdens IF herrfotboll 2002
Djurgårdens IF Fotboll, säsongen 2002. Deltog i följande mästerskap: Allsvenskan, Svenska cupen och kval till Uefacupen. Efter en trevande start och en svacka under sommaren växlade man upp under hösten och säkrade föreningens nionde SM-guld i sista omgången borta mot Elfsborg. Nyförvärvet från BK Häcken Kim Källström dominerade från sin mittfältsposition, i målet hade Andreas Isaksson en mindre bra vår/sommar men spelade upp sig under hösten. Under sensommaren lånades Johan Elmander in från Feyenoord och var starkt bidragande till det fina höstspelet. Skyttekungen från året i Superettan 2000 Samuel Wowoah återvände under säsongen. och avgjorde bl.a. derbyt mot Hammarby i juli med sina två mål. I november säkrade man även dubbeln efter ett Golden goal-avgörande i Svenska cupfinalen mot rivalen AIK efter att Elmander sprintat ifrån AIK-backen Per Nilsson och serverat Louay Chanko i den 99:e minuten. I Europaspelet blev det segrar mot irländska Shamrock Rovers och danska giganterna FC Köpenhamn innan franska Girondins de Bordeaux blev för svåra.

## Mästartrupp

### Ledare
| Nat     | Tränare     | Position        | Född       | I DIF sedan                                 | Kontrakt till | Kom från                           |
| ------- | ----------- | --------------- | ---------- | ------------------------------------------- | ------------- | ---------------------------------- |
| Sverige | Sören Åkeby | Huvudtränare    | 1952-02-23 | 1999* (och 1991-1993 som juniortränare)     | 2003-12-31    | Östersunds FK                      |
| Sverige | Zoran Lukic | Huvudtränare    | 1956-11-27 | 1999* (och 1993-1998 som juniortränare)     | 2002-12-31    | Djurgårdens IF (som juniortränare) |
| Sverige | Kjell Frisk | Målvaktstränare | 1964-04-27 | 1999 (som tränare), 1990-1995 (som spelare) |               | Spårvägens IF (som spelare)        |

### Spelare
| Nr | Nat            | Spelare                                         | Position    | Född       | Längd  | Vikt  | I DIF sedan           | Kontrakt till | Kom från                | Moderklubb           |
| -- | -------------- | ----------------------------------------------- | ----------- | ---------- | ------ | ----- | --------------------- | ------------- | ----------------------- | -------------------- |
| 1  | Sverige        | Rami Shaaban (endast våren)                     | Målvakt     | 1975-06-30 | 193 cm | 93 kg | 2000                  | 2002-12-31    | Nacka FF                | Saltsjöbadens IF     |
| 15 | Sverige        | Andreas Isaksson                                | Målvakt     | 1981-10-03 | 199 cm | 88 kg | 2001                  | 2004-12-31    | Juventus FC             | Östra Torps GIF      |
| 30 | Sverige        | Anders Alé                                      | Målvakt     | 1967-12-08 | 193 cm | 90 kg | 2002*                 | 2002-12-31    | Enköpings SK            | Fagersta Södra IK    |
|    | Gambia         | Pa Dembo Touray (utlånad till Assyriska FF)     | Målvakt     | 1971-08-29 | 195 cm | 90 kg | 2000                  | 2002-12-31    | Real de Banjul          | Real de Banjul       |
| 2  | Sverige        | Patrik Eriksson-Ohlsson(assisterande lagkapten) | Back        | 1974-08-09 | 182 cm | 82 kg | 1999                  | 2004-12-31    | Västerås SK             | IFK Sundsvall        |
| 3  | Sverige        | Mikael Dorsin                                   | Back        | 1981-10-06 | 184 cm | 81 kg | 1998                  | 2003-12-31    | Djurgårdens IF Juniorer | IFK Lidingö FK       |
| 4  | Sverige        | Elias Storm                                     | Back        | 1979-07-19 | 190 cm | 87 kg | 2002                  | 2005-12-31    | Spårvägens FF           | Älvsjö AIK           |
| 5  | Sverige        | Richard Henriksson                              | Back        | 1982-10-05 | 191 cm | 87 kg | 1999                  | 2002-12-31    | Djurgårdens IF Juniorer | Djurgårdens IF       |
| 12 | Sverige        | Markus Karlsson (assisterande lagkapten)        | Back        | 1972-08-30 | 185 cm | 80 kg | 1996                  | 2005-12-31    | Rimbo IF                | BKV Norrtälje        |
| 18 | Sverige        | Niclas Rasck                                    | Back        | 1969-03-10 | 178 cm | 74 kg | 1999                  | 2004-12-31    | Örebro SK               | Ludvika FK           |
|    | Sverige        | Nils Andén (utlånad till Västerås SK)           | Back        | 1980-06-02 | 186 cm | 82 kg | 2001                  |               | IFK Eskilstuna          | Okänt                |
|    | Sverige        | Umut Cesmeli (utlånad till Spårvägens FF)       | Back        | 1981-07-05 | 172 cm | 68 kg | 2000                  |               | Djurgårdens IF Juniorer | Djurgårdens IF       |
|    | Kongo-Kinshasa | Blaise Mbemba (utlånad till Värtans IK)         | Back        | 1983-10-03 | 172 cm | 73 kg | 2002                  |               | Kongo Kinshasa Star     | Kongo Kinshasa Star  |
| 6  | Sverige        | Magnus Pehrsson (lagkapten)                     | Mittfältare | 1976-05-25 | 190 cm | 88 kg | 1999 (och 1994-1996)  | 2003-12-31    | IFK Göteborg            | IFK Lidingö          |
| 7  | Sverige        | Abgar Barsom (endast våren)                     | Mittfältare | 1977-09-04 | 172 cm | 75 kg | 2000                  | 2002-12-31    | BK Forward              | BK Forward           |
| 10 | Sverige        | Andreas Johansson                               | Mittfältare | 1978-07-05 | 179 cm | 80 kg | 2000                  | 2004-12-31    | AIK FF                  | Melleruds IF         |
| 13 | Sverige        | Stefan Bergtoft                                 | Mittfältare | 1979-03-24 | 178 cm | 72 kg | 2000                  | 2004-12-31    | Spånga IS               | Kälvesta IoF         |
| 16 | Sverige        | Kim Källström                                   | Mittfältare | 1982-08-28 | 185 cm | 84 kg | 2002                  | 2006-12-31    | BK Häcken               | Partille IF          |
| 20 | Sverige        | Stefan Rehn                                     | Mittfältare | 1966-09-22 | 178 cm | 76 kg | 2000* (och 1984-1989) | 2004-12-31    | FC Lausanne-Sport       | Sundbybergs IK       |
| 23 | Kongo-Kinshasa | Yannick Bapupa                                  | Mittfältare | 1982-01-21 | 179 cm | 76 kg | 2002                  | 2004-12-31    | Kongo Kinshasa Star     | Kongo Kinshasa Star  |
|    | Sverige        | Jesper Johansson (utlånad till Värtans IK)      | Mittfältare | 1979-12-14 | 183 cm | 77 kg | 2001                  | 2004-12-31    | FC Flora Tallinn        | Pargas IF            |
| 8  | Sverige        | Christer Mattiasson                             | Anfallare   | 1971-07-29 | 175 cm | 75 kg | 2001*                 | 2003-12-31    | Lillestrøm SK           | Mariedals IK         |
| 9  | Sverige        | Stefan Bärlin                                   | Anfallare   | 1976-05-31 | 182 cm | 77 kg | 2000                  | 2002-12-31    | IFK Göteborg            | Katrineholms SK      |
| 11 | Sverige        | Johan Wallinder (endast våren)                  | Anfallare   | 1975-08-19 | 185 cm | 85 kg | 2001                  | 2003-12-31    | Helsingborg IF          | Adolfsbergs IK       |
| 14 | Sverige        | Babis Stefanidis                                | Anfallare   | 1981-03-08 | 180 cm | 71 kg | 2001*                 | 2004-12-31    | Iraklis FC              | IF Brommapojkarna    |
| 17 | Sverige        | Samuel Wowoah                                   | Anfallare   | 1976-06-17 | 175 cm | 72 kg | 2002*                 | 2005-12-31    | Halmstads BK            | Örebro SK            |
| 19 | Sverige        | Pagguy Zunda (utlånad till Värtans IK)          | Anfallare   | 1983-05-23 | 181 cm | 71 kg | 2000                  | 2004-12-31    | Djurgårdens IF Juniorer | Djurgårdens IF       |
| 21 | Sverige        | Louay Chanko                                    | Anfallare   | 1979-11-29 | 173 cm | 70 kg | 2001                  | 2004-12-31    | Syrianska FC            | Syrianska FC         |
| 22 | Gambia         | Aziz Corr Nyang                                 | Anfallare   | 1984-08-27 | 175 cm | 59 kg | 2002                  | 2005-12-31    | IFK Lidingö             | Ports Authority F.C. |
| 24 | Kongo-Kinshasa | René Makondele (utlånad till Värtans IK)        | Anfallare   | 1982-04-20 | 175 cm | 72 kg | 2002                  | 2004-12-31    | Kongo Kinshasa Star     | Kongo Kinshasa Star  |
| 25 | Sverige        | Johan Elmander                                  | Anfallare   | 1981-05-27 | 188 cm | 84 kg | 2002*                 | 2003-06-30    | Feyenoord               | Holmalunds IF        |
|    | Sverige        | Joel Riddez (utlånad till Assyriska FF)         | Anfallare   | 1980-05-21 | 182 cm | 75 kg | 1999                  | 2003-12-31    | Spårvägens FF           | IF Brommapojkarna    |
|    | Sverige        | Jörgen Sundström (utlånad till IK Brage)        | Anfallare   | 1978-12-07 | 183 cm | 85 kg | 2000                  | 2002-12-31    | Piteå IF                | Piteå IF             |

Matchtränats i samarbetsklubben Värtans IK under 2002:
- Pagguy Zunda, Jesper Johansson, Patrick Amoah och N’diwa Lord.

## Allsvenskan
| Omgång | Datum        | Motståndare     | H/B | Resultat | Målskyttar | Varningar                                                  | Domare            | Publik | Arena              | Ligaplacering |
| ------ | ------------ | --------------- | --- | -------- | --- | ---------------------------------------------------------- | ----------------- | ------ | ------------------ | ------------- |
| 1      | 8 april      | Malmö FF        | B   | 2–1      | Chanko 31', Källström55' | Rasck 49', Barsom 62'                                      | Karl-Erik Nilsson | 15 797 | Malmö Stadion      | 4             |
| 2      | 13 april     | AIK             | H   | 3–4      | Chanko 5', Källström16' (straff), Barsom(Chanko)                                                                                 | Eriksson-Ohlsson 66'                                       | Anders Frisk      | 29 423 | Råsunda            | 6             |
| 3      | 22 april     | Halmstads BK    | B   | 1–1      | Barsom 53' (Johansson) | Dorsin 60', Rehn 82'                                       | Martin Ingvarsson | 6 672  | Örjans Vall        | 4             |
| 4      | 27 april     | IFK Göteborg    | H   | 1–0      | Stefanidis80' (Barsom) | Karlsson 31'                                               | Karl-Erik Nilsson | 13 635 | Stockholms Stadion | 3             |
| 5      | 2 maj        | Landskrona BoIS | B   | 1–1      | Källström79' | Chanko 33', Barsom 76', Karlsson 90+1, Henriksson 90+2'    | Anders Frisk      | 7 079  | Landskrona IP      | 3             |
| 6      | 5 maj        | Örebro SK       | H   | 3–0      | Källström(2) 50' (Bärlin), 75' (straff), Mattiasson60' (Henriksson)                                                              |                                                            | Miro Ukalovic     | 11 470 | Stockholms Stadion | 3             |
| 7      | 12 maj       | GIF Sundsvall   | B   | 1–2      | Självmål 64' | Karlsson 44', 81' (rött), Rasck 69', Isaksson 90+3'        | Martin Ingvarsson | 8 255  | Idrottsparken      | 4             |
| 8      | 5 juli       | IF Elfsborg     | H   | 1–1      | A. Johansson(Rehn) | Johansson 51'                                              | Miro Ukalovic     | 10 912 | Råsunda            | 6             |
| 9      | 9 juli       | Örgryte IS      | H   | 2–3      | Självmål12', Mattiasson88' (Johansson)                                                                                           | Mattiasson 67'                                             | Martin Ingvarsson | 10 435 | Stockholms Stadion | 6             |
| 10     | 15 juli      | Hammarby IF     | B   | 2–1      | Wowoah (2) 37' (Johansson), 68'                                                                                                  | Wowoah 31', Källström 90+3'                                | Leif Sundell      | 25 626 | Råsunda            | 6             |
| 11     | 24 juli      | Helsingborgs IF | H   | 1–1      | A. Johansson59' (Källström) | Källström 47'                                              | Lars Kratz        | 11 763 | Stockholms Stadion | 5             |
| 12     | 29 juli      | IFK Norrköping  | B   | 1–0      | Källström90+4' (straff) | Källström 64'                                              | Anders Frisk      | 15 177 | Norrköpings IP     | 4             |
| 13     | 4 augusti    | Kalmar FF       | H   | 1–0      | A. Johansson35' (straff) | Rehn 86'                                                   | Håkan Jonasson    | 9 878  | Stockholms Stadion | 3             |
| 14     | 8 augusti    | AIK             | B   | 3–0      | A. Johansson15' (Chanko), Chanko 29', Källström73'                                                                               | Henriksson 37', Dorsin 82'                                 | Peter Fröjdfeldt  | 28 334 | Råsunda            | 3             |
| 15     | 11 augusti   | Malmö FF        | H   | 3–4      | A. Johansson(2) 8' (Wowoah), 90+1 (Karlsson), Källström55'                                                                       | Källström 90+3'                                            | Martin Hansson    | 13 130 | Stockholms Stadion | 4             |
| 16     | 18 augusti   | Halmstads BK    | H   | 1–3      | Rehn 16' (Wowoah) | Karlsson 5', Isaksson 34',                                 | Peter Fröjdfeldt  | 9 453  | Stockholms Stadion | 4             |
| 17     | 25 augusti   | IFK Göteborg    | B   | 2–1      | Stefanidis62' (Chanko), A. Johansson84'                                                                                          | Chanko 6', Källström 30', Dorsin 57', Eriksson-Ohlsson 65' | Leif Sundell      | 9 554  | Gamla Ullevi       | 4             |
| 18     | 1 september  | Landskrona BoIS | H   | 1–0      | Bapupa 21' (Rehn) | Karlsson 41', Elmander 85'                                 | Keijo Hyvärinen   | 13 123 | Stockholms Stadion | 3             |
| 19     | 11 september | Örebro SK       | B   | 3–0      | Eriksson-Ohlsson 18' (Chanko), Elmander65' (Källström), Stefanidis83' (Elmander)                                                 | Elmander 42'                                               | Anders Frisk      | 11 936 | Eyravallen         | 3             |
| 20     | 15 september | Helsingborgs IF | B   | 3–1      | Elmander(2) 12' (Stefanidis), 60' (Wowoah), Chanko90+2' (Bärlin)                                                                 | Rasck 23', Stefanidis 27', Karlsson 44', Elmander 77'      | Leif Sundell      | 12 116 | Olympia            | 2             |
| 21     | 22 september | IFK Norrköping  | H   | 6–3      | A. Johansson(2) 40' (Wowoah), 90+1' (Rehn), Wowoah 4' (Källström), Källström54', Stefanidis76' (Wowoah), Makondele86' (Bergtoft) |                                                            | Martin Ingvarsson | 12 857 | Stockholms Stadion | 2             |
| 22     | 30 september | Örgryte IS      | B   | 2–4      | Chanko 37', Källström67' | Rasck 12', Källström 42', Mattiasson 88' (rött kort)       | Leif Sundell      | 10 300 | Gamla Ullevi       | 2             |
| 23     | 7 oktober    | Hammarby IF     | H   | 2–1      | Självmål73', Källström86' (straff)                                                                                               | Rehn 65'                                                   | Martin Hansson    | 24 858 | Råsunda            | 1             |
| 24     | 20 oktober   | Kalmar FF       | B   | 1–0      | Källström23' (Elmander) |                                                            | Anders Frisk      | 7 240  | Fredriksskans IP   | 1             |
| 25     | 24 oktober   | GIF Sundsvall   | H   | 2–1      | Elmander39', Rehn 50' | Wowoah 29', Elmander 29', Chanko 76'                       | Miro Ukalovic     | 14 266 | Stockholms Stadion | 1             |
| 26     | 2 november   | IF Elfsborg     | B   | 2–0      | Elmander13', A. Johansson61' (Stefanidis)                                                                                        | Karlsson 33', Stefanidis 53'                               | Anders Frisk      | 16 663 | Ryavallen          | 1             |

## Svenska cupen
| Omgång         | Datum        | Motståndare   | H/B | Resultat | Målskyttar                                                                                    | Publik | Arena              |
| -------------- | ------------ | ------------- | --- | -------- | --------------------------------------------------------------------------------------------- | ------ | ------------------ |
| Omgång 2       | 24 april     | IFK Motala    | B   | 7–0      | Henriksson (2) 10', 26', Mattiasson (2) 15', 40', A. Johansson 17', Källström 62', Bärlin 65' | 1 290  | Motala IP          |
| 16-delsfinal   | 7 maj        | Sandvikens IF | H   | 1–0      | Mattiasson 39'                                                                                | 2 050  | Stockholms Stadion |
| Åttondesfinall | 27 juni      | IFK Malmö     | B   | 5–1      | Bärlin (2) 10', 68', A. Johansson 9', Källström 16' (frispark), Stefanidis 81'                | 1 550  | Malmö IP           |
| Kvarsfinal     | 19 juli      | Väsby IK      | H   | 3–2      | Wowoah 8' (Källström), Källström 54' (straff), Bärlin 60'                                     | 1 970  | Stockholms Stadion |
| Semifinal      | 26 september | Malmö FF      | H   | 4–0      | Rasck 64' (Stefanidis), Stefanidis 77', Rehn 82', Chanko 85' (straff)                         | 3 810  | Stockholms Stadion |
| Final          | 9 november   | AIK           | B   | 1–0      | Chanko 99' (golden goal) (Elmander)                                                           | 33 727 | Råsunda            |

## Uefacupen 2002/2003
Huvudartikel: Uefacupen 2002/2003.
| Omgång               | Datum             | Motståndare              | H/B | Resultat | Målskyttar                                                                  | Varningar                    | Domare                | Publik | Arena               |
| -------------------- | ----------------- | ------------------------ | --- | -------- | --------------------------------------------------------------------------- | ---------------------------- | --------------------- | ------ | ------------------- |
| Kvalomgång match 1/2 | 15 augusti 2002   | Shamrock Rovers          | B   | 3-1      | Wowoah 17' (Stefanidis), Stefanidis 52' (Dorsin), Källström 69' (Johansson) |                              | Luis Medina Cantalejo | 4 500  | Tolka Park          |
| Kvalomgång match 2/2 | 29 augusti 2002   | Shamrock Rovers          | H   | 2-0      | Wowoah 19' (Chanko), Chanko 21' (Källström)                                 | Wowoah 19', Chanko 21'       | Sten Kaldma           | 7 273  | Råsunda             |
| Omgång 1 match 1/2   | 19 september 2002 | FC Köpenhamn             | B   | 0-0      |                                                                             | Stefanidis 57', Karlsson 75' | Drago Kos             | 18 152 | Parken              |
| Omgång 1 match 2/2   | 3 oktober 2002    | FC Köpenhamn             | H   | 3-1      | Självmål 13', Elmander 45' (Källström), Källström 90' (straff)              | Rasck 81'                    | Vitalij Godulyan      | 13 459 | Råsunda             |
| Omgång 2 match 1/2   | 29 oktober 2002   | FC Girondins de Bordeaux | H   | 0-1      |                                                                             | Makondele 82'                | Anton Stredak         | 13 558 | Råsunda             |
| Omgång 2 match 2/2   | 12 november 2002  | FC Girondins de Bordeaux | B   | 1-2      | Elmander 73' (Rehn)                                                         | Wowoah 29', Dorsin 59'       | Dani Koren            | 10 672 | Stade Chaban-Delmas |

## Träningsmatcher
| Omgång             | Datum      | Motståndare | H/B | Resultat | Målskyttar                                                 | Publik   | Arena       | Kommentar                             |
| ------------------ | ---------- | ----------- | --- | -------- | ---------------------------------------------------------- | -------- | ----------- | ------------------------------------- |
| BT-Cupen gruppspel | 13 januari | BT-laget    | B   | 2-3      | Stefanidis 4', Zunda 9'                                    | 1 700 ca | Boråshallen | Femmannafotboll inomhus, 1x15 minuter |
| BT-Cupen gruppspel | 13 januari | Norrby IF   | B   | 5-0      | Henriksson (2) 5', 8', Barsom 5', Makondele 9', Chanko 12' | 1 700 ca | Boråshallen | Femmannafotboll inomhus, 1x15 minuter |
| BT-Cupen gruppspel | 13 januari | Grimsås     | B   | 2-4      | Barsom 8', Självmål 13'                                    | 1 700 ca | Boråshallen | Femmannafotboll inomhus, 1x15 minuter |

| Datum       | Motståndare       | H/B | Resultat       | Målskyttar                                                                | Publik | Arena          | Kommentar                                                                                               |
| ----------- | ----------------- | --- | -------------- | ------------------------------------------------------------------------- | ------ | -------------- | --- |
| 12 februari | IK Tord           | B   | 6-1            | Chanko (3) 61', 65', 75', Wallinder 11', Mattiasson 51', A. Johansson 86' | 2000   | Tipshallen     | |
| 20 februari | IF Brommapojkarna | H   | 4-1            | Bärlin (2) 56', 85', Chanko 52', Källström 75'                            |        | Stadshagens IP | |
| 24 februari | FC Café Opera     | H   | 3-1            | Wallinder (2) 48', 80', Stefanidis 12'                                    |        | Stadshagens IP | |
| 27 februari | IFK Norrköping    | B   | 4-1            | Chanko 2', Bärlin 45', Källström 60', A. Johansson 85'                    | 800 ca |                | |
| 3 mars      | Värtans IK        | H   | 2-0            | A. Johansson 58', Mattiasson 85'                                          |        | Stadshagens IP | Kjell Frisk stod i Djurgårdens mål, Andreas Isaksson i Värtans. Aziz Corr Nyang spelade också i Värtan. |
| 6 mars      | IK Brage          | H   | 0-3            |                                                                           |        | Stadshagens IP | Två av målen gjordes av utlånade Jörgen Sundström.                                                      |
| 9 mars      | Helsingborgs IF   | B   | 0-3            |                                                                           | 550    | Forsby IP      | |
| 13 mars     | Västerås SK       | H   | 1-0            | A. Johansson 25'                                                          |        | Stadshagens IP | |
| 17 mars     | Assyriska FF      | H   | 2-1            | Bärlin 77', Dorsin 80'                                                    |        | Stadshagens IP | Pa Dembo Touray stod i mål för Assyriska.                                                               |
| 26 mars     | Stabæk IF         | B   | 1-2            | Bärlin 10'                                                                |        | Odoorn         | |
| 28 mars     | FC Twente         | B   | 2-0            | Stefanidis, Bapupa                                                        |        | Odoorn         | |
| 12 juni     | Örebro SK         | B   | 2-2, 4-5 e str | Mattiasson 4', A. Johansson 41'. Straffmål: Källström, Rehn               |        | Linköping      | |
| 19 juni     | Ludvika FK        | B   | 2-0            | Bärlin 26', Självmål 47'                                                  | 1 369  | Hillängens IP  | |

## Statistik

### För spelåret 2002
| Spelare                     | Allsvenskan | Allsvenskan | Allsvenskan | Allsvenskan | Allsvenskan | Allsvenskan | Svenska cupen | Svenska cupen | Svenska cupen | Uefacupen | Uefacupen | Uefacupen | Uefacupen | Totalt tävlingsmatcher | Totalt tävlingsmatcher | Totalt tävlingsmatcher | Totalt tävlingsmatcher | Träningsmatcher | Träningsmatcher |
| Spelare                     | Ma          | Må          | As          | Po          | Va          | Ut          | Ma            | Må            | As            | Ma        | Må        | As        | Po        | Ma                     | Må                     | As                     | Po                     | Ma              | Må              |
| --------------------------- | ----------- | ----------- | ----------- | ----------- | ----------- | ----------- | ------------- | ------------- | ------------- | --------- | --------- | --------- | --------- | ---------------------- | ---------------------- | ---------------------- | ---------------------- | --------------- | --------------- |
| Kim Källström               | 24          | 12          | 3           | 15          | 5           | 0           | 6             | 3             | 1             | 6         | 2         | 2         | 4         | 36                     | 17                     | 6                      | 23                     | 7               | 3               |
| Andreas Johansson           | 26          | 10          | 3           | 13          | 1           | 0           | 6             | 2             | 0             | 6         | 0         | 1         | 1         | 38                     | 12                     | 4                      | 16                     | 11              | 5               |
| Louay Chanko                | 25          | 5           | 4           | 9           | 3           | 0           | 5             | 2             | 0             | 6         | 1         | 1         | 2         | 36                     | 8                      | 5                      | 13                     | 11              | 5               |
| Babis Stefanidis            | 24          | 4           | 2           | 6           | 2           | 0           | 5             | 2             | 1             | 6         | 2         | 1         | 3         | 35                     | 8                      | 4                      | 12                     | 11              | 2               |
| Samuel Wowoah               | 18          | 3           | 5           | 8           | 2           | 0           | 3             | 1             | 0             | 6         | 2         | 0         | 2         | 27                     | 6                      | 5                      | 11                     | 0               | 0               |
| Johan Elmander              | 8           | 5           | 2           | 7           | 4           | 0           | 2             | 0             | 1             | 4         | 2         | 0         | 2         | 14                     | 7                      | 3                      | 10                     | 0               | 0               |
| Stefan Rehn                 | 24          | 2           | 3           | 5           | 3           | 0           | 6             | 1             | 0             | 6         | 0         | 1         | 1         | 36                     | 3                      | 4                      | 7                      | 10              | 1               |
| Christer Mattiasson         | 16          | 2           | 1           | 3           | 2           | 1           | 3             | 3             | 0             | 1         | 0         | 0         | 0         | 20                     | 5                      | 1                      | 6                      | 10              | 3               |
| Stefan Bärlin               | 16          | 0           | 2           | 2           | 0           | 0           | 4             | 4             | 0             | 1         | 0         | 0         | 0         | 21                     | 4                      | 2                      | 6                      | 8               | 6               |
| Abgar Barsom                | 6           | 2           | 1           | 3           | 2           | 0           | 1             | 0             | 0             | 0         | 0         | 0         | 0         | 7                      | 2                      | 1                      | 3                      | 10              | 0               |
| Richard Henriksson          | 18          | 0           | 1           | 1           | 2           | 0           | 5             | 2             | 0             | 3         | 0         | 0         | 0         | 26                     | 2                      | 1                      | 3                      | 10              | 0               |
| René Makondele              | 5           | 1           | 0           | 1           | 0           | 0           | 1             | 0             | 0             | 2         | 0         | 0         | 0         | 8                      | 1                      | 0                      | 1                      | 1               | 0               |
| Stefan Bergtoft             | 10          | 0           | 1           | 1           | 0           | 0           | 1             | 0             | 0             | 1         | 0         | 0         | 0         | 12                     | 0                      | 1                      | 1                      | 1               | 0               |
| Yannick Bapupa              | 10          | 1           | 0           | 1           | 0           | 0           | 1             | 0             | 0             | 4         | 0         | 0         | 0         | 15                     | 1                      | 0                      | 1                      | 5               | 1               |
| Patrik Eriksson-Ohlsson     | 18          | 1           | 0           | 1           | 2           | 0           | 4             | 0             | 0             | 4         | 0         | 0         | 0         | 26                     | 1                      | 0                      | 1                      | 8               | 0               |
| Markus Karlsson             | 23          | 0           | 1           | 1           | 8           | 1           | 5             | 0             | 0             | 6         | 0         | 0         | 0         | 34                     | 0                      | 1                      | 1                      | 9               | 0               |
| Mikael Dorsin               | 24          | 0           | 0           | 0           | 3           | 0           | 4             | 0             | 0             | 6         | 0         | 1         | 1         | 34                     | 0                      | 1                      | 1                      | 10              | 1               |
| Niclas Rasck                | 25          | 0           | 0           | 0           | 4           | 0           | 5             | 1             | 0             | 6         | 0         | 0         | 0         | 36                     | 1                      | 0                      | 1                      | 10              | 0               |
| Andreas Isaksson            | 20          | 0           | 0           | 0           | 2           | 0           | 5             | 0             | 0             | 6         | 0         | 0         | 0         | 31                     | 0                      | 0                      | 0                      | 5               | 0               |
| Rami Shaaban                | 6           | 0           | 0           | 0           | 0           | 0           | 1             | 0             | 0             | 0         | 0         | 0         | 0         | 7                      | 0                      | 0                      | 0                      | 7               | 0               |
| Johan Wallinder             | 2           | 0           | 0           | 0           | 0           | 0           | 2             | 0             | 0             | 0         | 0         | 0         | 0         | 4                      | 0                      | 0                      | 0                      | 8               | 3               |
| Elias Storm                 | 1           | 0           | 0           | 0           | 0           | 0           | 1             | 0             | 0             | 0         | 0         | 0         | 0         | 2                      | 0                      | 0                      | 0                      | 7               | 0               |
| Självmål                    |             | 1           |             | 1           |             |             |               |               | 0             |           |           |           |           |                        | 1                      |                        | 1                      |                 | 1               |
| Aziz Corr Nyang             | 0           | 0           | 0           | 0           | 0           | 0           | 0             | 0             | 0             | 0         | 0         | 0         | 0         | 0                      | 0                      | 0                      | 0                      | 4               | 0               |
| Paggyu Zunda                | 0           | 0           | 0           | 0           | 0           | 0           | 0             | 0             | 0             | 0         | 0         | 0         | 0         | 0                      | 0                      | 0                      | 0                      | 2               | 0               |
| Kjell Frisk                 | 0           | 0           | 0           | 0           | 0           | 0           | 0             | 0             | 0             | 0         | 0         | 0         | 0         | 0                      | 0                      | 0                      | 0                      | 1               | 0               |
| Ndiwa Lord                  | 0           | 0           | 0           | 0           | 0           | 0           | 0             | 0             | 0             | 0         | 0         | 0         | 0         | 0                      | 0                      | 0                      | 0                      | 1               | 0               |
| Matteo Placida(provspelare) | 0           | 0           | 0           | 0           | 0           | 0           | 0             | 0             | 0             | 0         | 0         | 0         | 0         | 0                      | 0                      | 0                      | 0                      | 1               | 0               |

## Truppförändringar
Efter säsongen 2001 och inför/under säsongen 2002:

### Spelare in
| Datum            | Nr | Namn            | Från                | Position    | Kommentar                                                                            | Länk           |
| ---------------- | -- | --------------- | ------------------- | ----------- | ------------------------------------------------------------------------------------ | -------------- |
| 12 oktober 2001  | 22 | Aziz Corr Nyang | IFK Lidingö FK      | Anfallare   | 4-årskontrakt (tom 31 december 2005).                                                | dif.se         |
| 23 november 2001 | 4  | Elias Storm     | Spårvägens FF       | Back        | 4-årskontrakt (tom 31 december 2005).                                                | dif.se         |
| 3 december 2001  | 23 | Yannick Bapupa  | Kongo Kinshasa Star | Mittfältare | Träning 6 månader. Skrev på ett 2-årskontrakt (tom 31 december 2004) under sommaren. | dif.se & dn.se |
| 3 december 2001  | 24 | René Makondele  | Kongo Kinshasa Star | Anfallare   | Träning 6 månader. Skrev på ett 2-årskontrakt (tom 31 december 2004) under sommaren. | dif.se & dn.se |
| 3 december 2001  |    | Blaise Mbemba   | Kongo Kinshasa Star | Back        | Träning 6 månader. Skrev på ett 2-årskontrakt (tom 31 december 2004) under sommaren. | dif.se & dn.se |
| 12 december 2001 | 16 | Kim Källström   | BK Häcken           | Mittfältare | 5-årskontrakt (tom 31 december 2006).                                                | dif.se         |
| 26 juni 2002     | 17 | Samuel Wowoah   | Halmstads BK        | Anfallare   | 3,5-årskontrakt (tom 31 december 2005).                                              | dif.se         |
| 24 augusti 2002  | 25 | Johan Elmander  | Feyenoord           | Anfallare   | Lån (tom 30 juni 2003).                                                              | dif.se         |
| 30 augusti 2002  | 30 | Anders Alé      | Enköpings SK        | Målvakt     | Kontrakt året ut (tom 31 december 2002).                                             | dif.se         |
| 30 december 2002 |    | Kenneth Storvik | Rosenborg BK        | Mittfältare | 2-årskontrakt (tom 31 december 2004).                                                | dif.se         |

### Spelare ut
| Datum            | Nr | Namn              | Till          | Position    | Kommentar                                          | Länk   |
| ---------------- | -- | ----------------- | ------------- | ----------- | -------------------------------------------------- | ------ |
| 16 november 2001 | 14 | Jones Kusi-Asare  | Grazer AK     | Anfallare   | Lämnar som Bosman.                                 | dif.se |
| 22 november 2001 | 4  | Magnus Samuelsson | FC Lahti      | Back        | Lämnar som Bosman.                                 | dif.se |
| 18 december 2001 |    | Jörgen Sundström  | IK Brage      | Anfallare   | Lånas ut (tom 31 december 2002).                   | dif.se |
| 21 december 2001 | 22 | Nils Andén        | Västerås SK   | Back        | Lånas ut (tom 31 december 2002).                   | dif.se |
| 19 februari 2002 |    | Joel Riddez       | Assyriska FF  | Anfallare   | Lånas ut (tom 31 december 2002).                   | dif.se |
| 28 februari 2002 |    | Pa Dembo Touray   | Assyriska FF  | Målvakt     | Lånas ut (tom 31 december 2002).                   | dif.se |
| 25 juli 2002     | 11 | Johan Wallinder   | Örebro SK     | Anfallare   | Lånas ut from 1 augusti (tom 31 december 2002).    | dif.se |
| 28 augusti 2002  | 7  | Abgar Barsom      | SC Heerenveen | Mittfältare | 2-årskontrakt from 1 september (tom 30 juni 2004). | dif.se |
| 30 augusti 2002  | 1  | Rami Shaaban      | Arsenal FC    | Målvakt     | 2-årskontrakt (tom 30 juni 2004).                  | dif.se |
| 9 december 2002  | 21 | Louay Chanko      | Malmö FF      | Anfallare   | 4-årskontrakt (tom 31 december 2006).              | dif.se |
| 13 december 2002 | 9  | Stefan Bärlin     | Västerås SK   | Anfallare   | 3-årskontrakt (tom 31 december 2005).              | dif.se |

### Förlängda kontrakt
| Datum                   | Nr | Namn                    | Position    | Kommentar | Länk            |
| ----------------------- | -- | ----------------------- | ----------- | --- | --------------- |
| Onsdag 3 oktober 2001   | 10 | Andreas Johansson       | Mittfältare | 3-årskontrakt (tom 31 december 2004)                                                                                                | dif.se          |
| Torsdag 11 oktober 2001 | 2  | Patrik Eriksson-Ohlsson | Back        | 3-årskontrakt (tom 31 december 2004)                                                                                                | dif.se          |
| Torsdag 18 oktober 2001 |    | Sören Åkeby             | Tränare     | 2-årskontrakt (tom 31 december 2003), 1+1 vilket betyder att det kan sägas upp av båda parter efter första året.                    | dif.se          |
| Fredag 26 oktober 2001  | 6  | Magnus Pehrsson         | Mittfältare | 2-årskontrakt (tom 31 december 2003)                                                                                                | dif.se          |
| Fredag 2 november 2001  | 18 | Niclas Rasck            | Back        | 3-årskontrakt (tom 31 december 2004)                                                                                                | dif.se          |
| Fredag 30 november 2001 | 20 | Stefan Rehn             | Mittfältare | Hade ett gällande 5-årskontrakt (tom 31 december 2004) som skulle gå över till en ledarroll, valde att fortsätta spela ett år till. | dif.se          |
| 28 december 2001        |    | Joel Riddez             | Anfallare   | 2-årskontrakt (tom 31 december 2003).                                                                                               | svenskafans.com |
| 27 januari 2002         | 19 | Pagguy Zunda            | Anfallare   | 3-årskontrakt (tom 31 december 2004)                                                                                                | dif.se          |
| 28 februari 2002        |    | Pa Dembo Touray         | Målvakt     | 4-årskontrakt (tom 31 december 2005)                                                                                                | dif.se          |
| 28 juni 2002            | 12 | Markus Karlsson         | Back        | 3-årskontrakt (tom 31 december 2005)                                                                                                | dn.se           |

## Klubben

### Ledarstab
- Fystränare: Thomas Lindholm
- Styrketränare: Inge Johansson

### Spelartröjor
- Tillverkare: Adidas
- Huvudsponsor: Kaffeknappen
- Hemmatröja: Blårandigt
- Bortatröja: Rödblårandigt
- Spelarnamn: Nej
- Övrigt: